# Бутрым, Виталий Николаевич
Виталий Николаевич Бутрым (укр. Віталій Миколайович Бутрим; род. 10 января 1991, Боромля, Сумская область) — украинский легкоатлет, специалист по бегу на короткие дистанции. Выступает за сборную Украины по лёгкой атлетике с 2011 года, обладатель серебряной медали молодёжного чемпионата Европы, многократный победитель и призёр первенств национального значения, действующий рекордсмен Украины в беге на 400 метров на открытом стадионе и в помещении, участник двух летних Олимпийских игр.

## Биография
Виталий Бутрым родился 10 января 1991 года в селе Боромля Сумской области.
Занимался лёгкой атлетикой в Сумах, проходил подготовку под руководством тренеров Н. П. и С. В. Гудим. Окончил Сумской государственный педагогический университет имени А. С. Макаренко.
Впервые заявил о себе на международном уровне в сезоне 2011 года, когда вошёл в состав украинской национальной сборной и выступил на молодёжном европейском первенстве в Остраве, где занял восьмое место в беге на 400 метров и стартовал в эстафете 4 × 400 метров.
Благодаря череде удачных выступлений удостоился права защищать честь страны на летних Олимпийских играх 2012 года в Лондоне — в дисциплине 400 метров не смог преодолеть предварительный квалификационный этап.
В 2013 году в беге на 400 метров дошёл до полуфинала на чемпионате Европы в помещении в Гётеборге, завоевал серебряную медаль на молодёжном европейском первенстве в Тампере, бежал эстафету 4 × 400 метров на чемпионате мира в Москве.
В 2014 году отметился выступлением на чемпионате мира в помещении в Сопоте и на чемпионате Европы в Цюрихе.
В 2015 году бежал 400 метров на чемпионате Европы в помещении в Праге и на чемпионате мира в Пекине. На открытом чемпионате Казахстана в Алма-Ате установил ныне действующий национальный рекорд Украины в беге на 400 метров — 45,01.
В 2016 году стартовал на чемпионате Европы в Амстердаме, благополучно прошёл отбор на Олимпийские игры в Рио-де-Жанейро — здесь в беге на 400 метров вновь не преодолел предварительный квалификационный этап.
После Олимпиады в Рио Бутрым остался действующим спортсменом и продолжил принимать участие в различных легкоатлетических турнирах. Так, в 2017 году он участвовал в чемпионате Европы в помещении в Белграде, где бежал 400 метров и эстафету 4 × 400 метров.
В феврале 2018 года на соревнованиях в Стамбуле установил ныне действующий национальный рекорд Украины в беге на 400 метров в помещении — 46,45. Помимо этого, участвовал в чемпионате мира в помещении в Бирмингеме и в чемпионате Европы в Берлине.
В 2019 году дошёл до полуфинала на дистанции 400 метров на чемпионате Европы в помещении в Глазго.